# Густав Гольмстром
Густав Гольмстром' (фін. Gustav Holmström; 27 листопада 1888, Гельсінкі, Фінляндія — 24 лютого 1970) — фінський футболіст, воротар збірної Фінляндії. Опісля завершення кар'єри в футболі, став відомим журналістом.
«Пріссе» Холмстром був в 1911 році воротарем фінської збірної у першому в її історії міжнародному матчі, який вона програла шведам з рахунком 2-5. В часи Стокгольмської Олімпіади 1912 року, він був резервним фінський воротарем, коли команда дойшла до пів-фіналу турніру. Клубна кар'єра його розвивалася в клубі ГІФК, найбільшим успіхом було срібло фінського чемпіонату в 1912 році.